# River Dart
Dart är ett vattendrag i Storbritannien.   Det ligger i riksdelen England, i den södra delen av landet, 280 km sydväst om huvudstaden London.